# 6270 Kabukuri
6270 Kabukuri (tên chỉ định: 1991 BD) là một tiểu hành tinh vành đai chính. Nó được phát hiện bởi Shigeru Inoda và Takeshi Urata ở Karasuyama, Tochigi, Nhật Bản, ngày 18 tháng 1 năm 1991. Nó được đặt theo tên Kabukuri-numa, Nhật Bản.